# Clemens von Delbrück
Clemens Ernst Gottlieb von Delbrück (Halle an der Saale, 19 de enero de 1856 - Jena, 17 de diciembre de 1921) fue un político conservador alemán. Fue ennoblecido en 1916.

## Biografía
Asistió a la escuela secundaria en Halle an der Saale entre 1873 y 1877. Estudió teología en la Universidad de Heidelberg y derecho en la Universidad de Berlín. En 1882, habiendo pasado los staatsexamen, ganó un puesto del gobierno de Kwidzyn. Fue promovido al cargo de administrador del distrito de Tuchola en 1885 y se convirtió en presidente del consejo municipal de Danzig en 1891. De 1896 a 1902, fue alcalde de Danzig y miembro de la Cámara de los Señores de Prusia. Fue Oberpräsident de Prusia Occidental de 1902 a 1905.
En 1909, von Delbrück se unió al gobierno nacional como Secretario del Interior y Vicecanciller de Alemania. En estas posiciones se distinguió por su fuerte oposición al sistema parlamentario del Reichstag pero también por su papel en la modernización del gobierno alemán. También fue vicepresidente de Prusia de 1914 a 1916. En 1912, recibió un doctorado honorario de la Universidad de Berlín. Durante la Primera Guerra Mundial, el creciente conflicto entre el canciller Theobald von Bethmann-Hollweg y figuras destacadas del ejército alemán, especialmente Paul von Hindenburg, lo llevó a ser reemplazado por Karl Helfferich. Tras su despido, le otorgaron la Orden del Águila Negra y le dieron una carta que le asignaba el estatus de noble hereditario. En 1918, fue brevemente miembro del Geheimes Zivilkabinett antes de su disolución al final del Imperio alemán.
Von Delbrück se mantuvo políticamente activo después de la guerra y fue miembro fundador del Partido Nacional del Pueblo Alemán (DNVP). Fue miembro de la Asamblea Nacional de Weimar de 1919 a 1920 y del Reichstag desde 1920 hasta su muerte.